# Giovanni Luca Raimondi

Bischofswappen von Giovanni Luca Raimondi

Giovanni Luca Raimondi (* 22. November 1966 in Cernusco sul Naviglio, Lombardei) ist ein italienischer römisch-katholischer Geistlicher und Weihbischof in Mailand.

## Leben
Giovanni Luca Raimondi besuchte zunächst das Knabenseminar und studierte anschließend am Priesterseminar des Erzbistums Mailand in Venegono Inferiore. Am 13. Juni 1992 empfing er durch Carlo Maria Kardinal Martini SJ das Sakrament der Priesterweihe für das Erzbistum Mailand.
Nach der Priesterweihe war er in verschiedenen Gemeinden der Pfarrseelsorge tätig, zuletzt von 2008 bis 2018 als leitender Geistlicher der Seelsorgegemeinschaft Bernareggio. Seit 2018 war er Bischofsvikar für die Seelsorgezone IV des Erzbistums Mailand mit Sitz in Rho.
Papst Franziskus ernannte ihn am 30. April 2020 zum Titularbischof von Feradi Maius und zum Weihbischof in Mailand. Der Erzbischof von Mailand, Mario Delpini, spendete ihm und dem mit ihm ernannten Weihbischof Giuseppe Natale Vegezzi am 28. Juni desselben Jahres im Mailänder Dom die Bischofsweihe. Mitkonsekratoren waren die emeritierten Mailänder Weihbischöfe Erminio De Scalzi und Luigi Stucchi. Sein Wahlspruch lautet Gaudete in Domino semper (Freut euch im Herrn zu jeder Zeit, Phil 4,4 ).